# 西爾韋尼亞 (密蘇里州)
西爾韋尼亞（英語：Sylvania）是位於美國密蘇里州戴德縣的非建制地區。

## 歷史
西爾韋尼亞的郵局於1869年設立，其後於1907年停運。

## 地理
西爾韋尼亞所處的海拔為高於海平面326米（即1070英呎），而該地所採用的時區為UTC-6，即北美中部時區（CST）。同時該地設有夏令時間，為UTC-6調快一小時，即UTC-5（CDT）。